# Konungarikena Elgaland-Vargaland
Konungarikena Elgaland-Vargaland (KREV) är ett konstprojekt av konstnärerna Carl Michael von Hausswolff och Leif Elggren.
Grundandet skedde den 27 maj 1992 och dessa förklarade då att riket består av världens geografiska, mentala och digitala gränsområden; polarområdena, internet, världshaven och området mellan alla staters gränser. Riket utfärdar egna pass och frimärken,
och ansökte 1994 om plats i FN. 